# Rijkswaterstaat
Rijkswaterstaat als Països Baixos és l'agència del govern central, pertanyent al Ministeri de la Infraestructura i del Medi Ambient, encarregada de la planificació i la supervisió de l'execució de les obres a la xarxa de carreteres, de vies navegables i de conques hidràuliques d'importància nacional.
Té tres objectius principals: la fluïdesa del trànsit, un sistema hidràulic eficaç i la protecció contra les inundacions. La lluita contra l'aigua alta, en un Estat del qual més de la meitat del territori es troba sota el nivell mitjà del mar és força més important que a altres països.
A l'oficina central a Utrecht treballen més de 9000 persones. A més, té també oficines regionals, antigament una per província. Al marc de la reorganització i de les mesures d'austeritat, algunes administracions provincials es van fusionar i només queden set divisions.

## Història
El nom apareix per a la primera vegada el 1798, quan va crear-se un Bureau voor den Waterstaat (Oficina de l'Estat físic de l'Aigua). L'organització a l'origen tenia una estructura molt jeràrquica, inspirat en el servei de l'enginyeria militar. Fins avui, un deu per cent dels empleats porten un uniforme. Sota el règim francès, durant el breu Regne d'Holanda (1806-1810) i l'annexió a França (1810-1815) va ser transformat en la 16e Inspection du Service des Ponts et Chausées. A l'inici del Regne Unit dels Països Baixos va esdevenir Cos dels Enginyers de l'Estat de l'Aigua i de Foment.

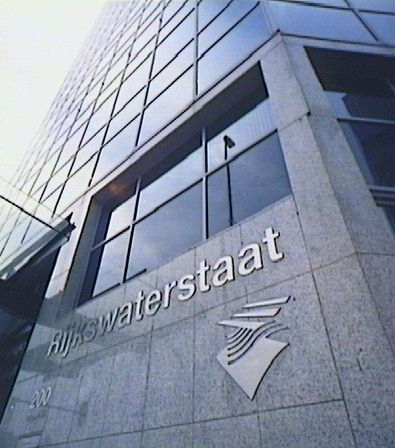
Despatx regional a Rotterdam

De 1820 a 1880 s'ocupava també de la construcció dels edificis públics, i així va tenir una influència major sobre l'arquitectura neerlandesa. En un estil neoclàssic van erigir fars, oficines de correus, estacions de bombatge, presons… dels quals avui, molts són monuments llistats.
La reforma administrativa del 1848 van canviar de nom en 's Rijks Waterstaat (Estat Nacional de l'Aigua) per a distingir l'administració nacional dels Waterstaats provincials. Amb el pas dels anys es va evolucionar vers el nom actual, escrit en un mot. Des dels anys 1970 el paper de l'organització va canviar: la construcció pròpia cada vegada més va ser subcontractada a empreses privades. L'organització pública va especialitzar-se en la planificació i la coordinació.
El seu magnum opus és la realització del Pla Delta (1958-1997).